# 姚懿洲
姚懿洲（1982年—），贵州玉屏人，侗族，中华人民共和国政治人物、第十一届全国人民代表大会贵州地区代表。
毕业于贵州师范大学音乐系音乐学专业。担任贵州省玉屏县箫笛厂副厂长。2008年起担任全国人大代表。